# St. Ludgerus (Fuhlenbrock)

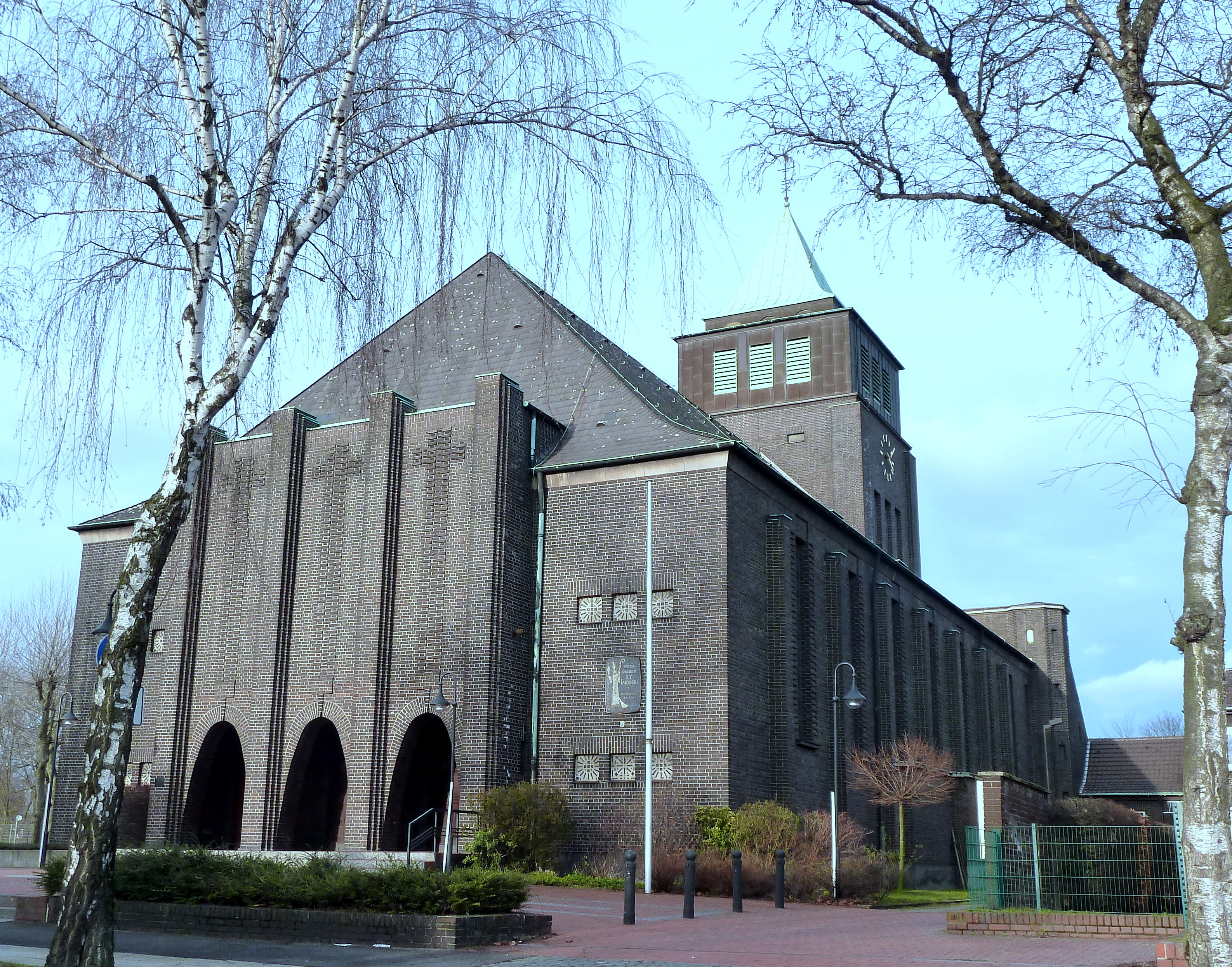
St. Ludgerus (Fuhlenbrock)

Die römisch-katholische, denkmalgeschützte Kirche St. Ludgerus steht in Fuhlenbrock, einem Gemeindeteil der kreisfreien Stadt Bottrop in Nordrhein-Westfalen. Die ehemals eigenständige Pfarrei ist seit 2007 Teil der Propsteipfarrei St. Cyriakus und gehört zum Bistum Essen.

## Beschreibung
Die mit Klinker verkleidete Saalkirche wurde 1927–29 von Josef Franke unter dem Einfluss von Johannes van Acken gebaut. Sie ist Teil eines Bauensembles, zu dem das Pfarrhaus, ein Gemeindezentrum und eine Kinder- und Jugendfreizeiteinrichtung gehören. Im Nordosten des Langhauses befindet sich der Chorturm, dessen oberstes, holzverkleidetes Geschoss den Glockenstuhl beherbergt. Die Wände des Langhauses sind durch Lisenen gegliedert, die wie Strebepfeiler wirken. Die Fassade im Südwesten enthält einen Vorbau mit drei Arkaden, hinter denen sich die Portale befinden. Der Innenraum des Langhauses ist mit einem parabelförmigen Tonnengewölbe aus Rabitz überspannt, das durch Gurtbögen strukturiert ist.